# Hamdi Bouslama
Hamdi Bouslama (Namen, 30 januari 1987) is een Belgische voetballer van Tunesische origine.
Bouslama is een aanvaller, onder contract bij KSK Tongeren. Voordien speelde hij voor STVV, KAS Eupen en RFCU Kelmis.

## Carrière
- 2006-2007:  Sint-Truidense VV
- 2007-01/2008:  KAS Eupen
- 01/2008-07/2008:  RFCU Kelmis
- 07/2008-heden:  KSK Tongeren